# Афіней Механік
Афіней Механік (Атеней Механік, дав.-гр. Ἀθήναιος дав.-гр. Ἀθήναιος, рідше Ἀθηναῖος, лат. Athenaeus Mechanicus, пом. бл. 21 до н. е.) — давньогрецький інженер — механік другої половини I ст. до н. е. або ж філософ-перипатетик, як назвав його Страбон (14.5.4). Відомий як автор роботи «Про військові машини».
У роботі він звертається до якогось Марцелла. Якщо це той самий Марцелл, який захопив Сіракузи, то Афіней був сучасником Архімеда і жив наприкінці III століття до зв. е. Однак історично ситуація виглядає недостовірно, також Афіней згадує Ктесебія Олександрійського, який жив у ІІ чи І ст. до н. е., і тому більшість істориків вважає, що Афіней звертався до Марцелла, племінника імператора Августа, що став у той же час і зятем імператору. Тоді Афіней створив свою працю раніше 23 до н. е., року смерті Марцелла. Марцелл, який короткий час навіть вважався спадкоємцем Августа, помер молодим у віці 19 років, і це пояснює повчальний тон листа. Лист міг бути переданий через земляка Афінея, Нестора з Тарса (Кілікія), вчителя Марцелла, представника стоїчної школи філософії.
Страбон розповідає про Афінея наступне (14.5.4): родом він із Селевкії в Кілікії, був видатним філософом-перипатетиком . У свій час був навіть ватажком народу в Селевкеї, але пізніше потоваришував з Муреною і перебрався до Риму . Мурену та Афінея звинуватили у змові Фаннія Цепіона на життя імператора Августа . Цепіона і Мурену стратили, а Афіней був виправданий і прощений імператором, після чого повернувся до рідного міста. Незабаром після повернення він загинув під уламками будинку, в якому проживав. З того що Мурену стратили в 22 до н. е., слідує і приблизна дата смерті Афінея: 21-20 рр. до зв. е. На те, що розповідь Страбона відноситься саме до Афінея Механіка, вказує цитата самого Афінея, який у листі виявив знання праць філософів-перипатетиків Арістотеля та Стратона .
Єдиною відомою працею Афінея Механіка є робота про військові та облогові машини, де він виклав пристрій різних видів таранів, інших облогових пристосувань та методів облоги міст. У деяких рисах його робота перегукується з книгою десятої роботи «Про архітектуру» Вітрувія, латинського автора I століття до н. е. Можливо Афіней і Вітрувій обидва відвідували Агесистрата з Родоса, на якого посилалися у своїх роботах, або ж користувалися одними й тими самими джерелами.

Афіней вважає себе практиком та теоретиком інженерної науки у військовій справі:
Сам я вважаю своєю заслугою, що вніс власну частку в справу подальшого вдосконалення знань з машинобудування; адже мало знати всі корисні винаходи інших: кожен, відповідно до особистих можливостей, повинен і сам щось придумати. "
Однак інша фраза видає в ньому не стільки практика, скільки добре начитану людину:
Але головні зусилля ми доклали до того, щоб підпорядкувати прекрасним законам державної влади тих, хто їй не підкоряється. Тому, якщо ти вважаєш це за потрібне, всі машини будуть дані в кресленнях, і таким чином те, що залишилося незрозумілим у словесній передачі, за допомогою цих малюнків отримає належну ясність. У разі потреби, якщо я в свою чергу щось придумаю на додаток до всього сказаного тут або віднімаю у старовинних авторів, постараюся письмово повідомити тебе. "
Збереглися копії малюнків, які Афіней додавав до свого листа, і вони не нагадують інженерні креслення, але лише ілюстративні начерки.

## Переклади
- Афіней . Про машини. / Пер. М. Н. Страхова. // Грецькі поліоркетики. вегецій. (Серія «Антична бібліотека». Розділ «Антична історія»). СПб.: Алетейя, 1996. 352 стор С. 67-88.